# 惡龍 (中土大陸)
在J·R·R·托爾金小說裡的世界中土大陸，惡龍（英語：Dragon）是一種邪惡的生物，在第一紀元時期由魔苟斯所創造，通常棲息於中土大陸北方。
其形象近似歐洲傳說中的龍。

## 歷史
第一紀元時，魔苟斯培育出惡龍作為他的爪牙。惡龍有四條腿，會說人話，且貪戀財富，有的惡龍因無翼、靠四肢行走（格勞龍），但也有可以飛翔的有翼惡龍（安卡拉剛、史矛革）。第一隻離開安格班攻擊精靈和人類的惡龍是格勞龍，牠因此有「惡龍之父」之稱。惡龍參與了第一紀元時期的幾場大戰，包括尼南斯·阿農迪亞德戰役、貢多林之圍和憤怒之戰。大部分的惡龍都在憤怒之戰中被殺，但仍有少數倖存下來。
第三紀元初期，灰色山脈的惡龍史卡沙被伊歐西歐德人類佛蘭斬殺。2941年，佔據孤山的惡龍史矛革被人類巴德射殺。
托爾金曾在書信中表示惡龍並沒有滅絕，「因为牠們許久以後——在離我們的時代不遠的過去——仍很活躍。」。

## 著名的惡龍
- 格勞龍：惡龍之父[2]。無翼，擁有強大的催眠力量。死於圖林·圖倫拔之手[3]。
- 安卡拉剛：黑龍，是一隻有翼惡龍，在憤怒之戰中死於埃蘭迪爾之手。
- 史卡沙：死於佛蘭之手。
- 史矛革：佔據孤山，最終在襲擊長湖鎮時被人類巴德射殺[4]。

## 創作
托爾金在1916年至1917年所寫的《貢多林的陷落》初稿中提及了魔苟斯進攻貢多林的部隊中有恐怖的「鐵龍」，牠們依靠「巧妙聯結在一起的鋼鐵」移動:96。
中土大陸的惡龍靈感來自於歐洲傳說中的龍，例如北歐神話中的法夫納、《貝奧武夫》中的龍。